# Conțești, Teleorman
Conțești este satul de reședință al comunei cu același nume din județul Teleorman, Muntenia, România. Se află în partea de sud-est a județului, în Câmpia Burnazului, pe malul stâng al Vedei. La recensământul din 2002 avea o populație de 3.867 locuitori.

## Monumente istorice
| Număr | Monument                        | Datare                 | Cod             |
| ----- | ------------------------------- | ---------------------- | --------------- |
| 1.    | Așezare Halstatt-iană           | Prima Epocă a Fierului | TR-I-s-B-14196  |
| 2.    | Ruinele bisericii "Sf. Nicolae" | 1802                   | TR-II-m-B-14315 |

Detalii
Suprafata:
4649 ha
Intravilan: 
164 ha
Extravilan: 
4485 ha
Populatie: 
3869
Gospodarii: 
1295
Nr. locuinte: 
1295
Nr. gradinite: 
1
Nr. scoli: 
1
Asezarea geografica:
Localitatea Contești este așezată în partea de sud a județului Teleorman, pe DJ 506 , iar in apropiere serpuieste raul Vedea  care se varsa in Dunare.
Zona rurala in care agricultura asigura existenta de zi cu zi a oamenilor.